# 28 Dywizja Piechoty (III Rzesza)
28 Dywizja Piechoty(niem. 28. Infanterie-Division) – niemiecka dywizja z czasów II wojny światowej, uczestniczyła w agresji na Polskę i ataku na Związek Radziecki. 

## Sformowanie i szlak bojowy
Sformowana na mocy rozkazu 1 października 1935 roku, miejsce stacjonowania sztabu Wrocław. Stacjonowała w VIII Okręgu Wojskowym. Przekształcona 1 grudnia 1941 w 28 Dywizję Piechoty Lekkiej (28. leichte Infanterie-Division). Od 1 lipca 1942 r. 28 Dywizja Strzelców (28. Jäger-Division).
Zmobilizowana w sierpniu 1939 roku i przetransportowana nad granice z Polską w rejon Plichowic. W pierwszych dniach agresji na Polskę jednostka nie przełamała w walce granicznych fortyfikacji w rejonie Mikołowa mimo przeważającej siły. Po wydaniu rozkazu przez naczelne dowództwo sił RP o odwrocie, dywizja rozpoczęła walki pościgowe w stronę Dunajca i Nidy następnie prowadziła pościg w kierunku Sanu. Ostatnie walki dywizja toczyła w trakcie bitwy pod Tomaszowem Lubelskim m.in. nad Tanwią, Narolem i Krasnobrodem. Po zakończeniu kampanii ochraniała linię demarkacyjną i pod koniec października została przetransportowana na zachód w rejon Euskirchen. W okresie dziwnej wojny ochraniała Wał Zachodni w obszarze Akwizgranu.
Po rozpoczęciu działań w maju 1940 roku, dywizja po przełamaniu fortyfikacji w południowej Belgii zdobyła po zaciętych walkach Twierdzę Maubeuge. W ostatnich dniach maja walczyła nad Skaldą. W czerwcu 1940 roku walczyła o przejście Sekwany i później prowadziła walki pościgowe przez Loarę, którą przeszła pod Amboise. Po zawieszeniu broni dywizja w okresie od końca czerwca 1940 roku do pierwszych dni czerwca 1941 roku pełniła służbę ochronną i okupacyjną we wschodniej i północnej Francji oraz w Belgii, później przetransportowana i skoncentrowana w rejonie Suwałk.
W pierwszych dniach ataku na ZSRR wchodziła w skład VIII Korpusu Armijnego z 9 Armii, przełamała graniczne fortyfikacje i uczestniczyła w bitwie o Grodno, następnie prowadziła walki w stronę Dźwiny. W bitwie smoleńskiej toczyła walki nad Wopem. W październiku 1941 roku uczestniczyła w podwójnej bitwie okrążającej pomiędzy Briańskiem a Wiaźmą. W wyniku poniesionych strat została pod koniec października wycofana na tyły i na początku listopada przetransportowana koleją do okupowanej Francji. Tam na przełomie listopada i grudnia dokonano przeformowania w 28. Lekką Dywizję Piechoty.
W lutym 1942 roku 28 Lekka Dywizja Piechoty z powrotem znalazła się na froncie wschodnim, tym razem na Krymie w dyspozycji Grupy Armii Południe. Dywizja uczestniczyła w walkach w trakcie operacji kerczeńsko-teodozyjskiej i w zdobyciu Sewastopola.
1 lipca 1942 roku jednostka została przemianowana na 28 Dywizję Strzelecką (28. Jäger-Division). Pod nową nazwą znalazła się w składzie XXX Korpusu Armijnego z 11 Armii (Grupa Armii A). Walczyła pod Wołchowem, przeciwko operacji siniawińskiej. W 1943 roku dywizja uczestniczyła walkach w trakcie radzieckich operacji Iskra i mgińskiej, a w 1944 roku – leningradzko-nowogrodzkiej.
W czerwcu 1944 roku dywizja na krótko znalazła się w składzie 4 Armii Pancernej w obrębie Grupy Armii Północna Ukraina w rejonie Kowla Ostatecznie została przydzielona do 2 Armii. Podczas odwrotu przez Polskę w trakcie operacji Bagration dywizja znalazła się w Prusach Wschodnich w składzie XXVI Korpus Armijny z 4 Armii. Uczestniczyła w działaniach przeciwko oddziałom Armii Czerwonej biorących udział w operacji wiślańsko-odrzańskiej.
28 Dywizja Strzelecka została rozbita na przełomie marca i kwietnia 1945 roku w bitwie o Heiligenbeil. Kiedy skapitulowała, liczyła mniej niż 1000 żołnierzy.

## Dowódcy
- gen. por. Hans von Obstfelder (6 października 1936 – 31 marca 1940)
- gen. por. Johann Sinnhuber (31 marca 1940 – 1 października 1941)
- gen. por. Friedrich Schulz (1 maja – 25 listopada 1943)
- gen. mjr Hubert Lamey (25 listopada 1943 – styczeń 1944)
- gen. por. Hans-Ludwig Speth (styczeń – 28 kwietnia 1944)
- gen. por. Gustav Heisterman von Ziehlberg  (28 kwietnia – 20 listopada 1944)
- gen. mjr Ernst König (20 listopada 1944 – 12 kwietnia 1945)
- płk Hans Tempelhoff (12-24 kwietnia 1945)
- gen. por. Siegfried Verhein (24 kwietnia – 17 kwietnia? 1945).

## Struktura organizacyjna
Skład w sierpniu 1939
- 7 pułk piechoty: miejsce postoju sztabu, I i III batalionu – Świdnica, II batalionu – Strzegom, rezerwowego batalionu – Jawor;
- 49 pułk piechoty: miejsce postoju sztabu, I, II i III batalionu – Wrocław, rezerwowego batalionu – Wołów;
- 83 pułk piechoty: miejsce postoju sztabu, II i III batalionu – Jelenia Góra, I batalionu – Trutnov, rezerwowego batalionu – Jawor;
- 28 pułk artylerii: miejsce postoju sztabu, I, II dywizjonu – Świdnica, III dywizjonu – Jelenia Góra;
- I dywizjon 64. pułku artylerii ciężkiej: miejsce postoju – Oława;
- 28 batalion pionierów: miejsce postoju – Brzeg;
- 28 oddział przeciwpancerny: miejsce postoju – Wrocław;
- 28 oddział łączności: miejsce postoju – Wrocław;
- 28 oddział obserwacyjny: miejsce postoju – Wrocław;

Skład w styczniu 1940
- 7, 49 i 83 pułk piechoty, 28 pułk artylerii, 28 batalion pionierów, 28 oddział rozpoznawczy, 28 oddział przeciwpancerny, 28 oddział łączności, 28 polowy batalion zapasowy;